# Томітаро Макіно
Томітаро Макіно (яп. 牧野 富太郎) — один з перших ботаніків Японії. Відзначився у сфері класифікації видів. В результаті його досліджень було описано 50 тис. видів, багато з яких опубліковані в його «Ілюстрованій флорі Японії». У своїй роботі керувався біномінальною системою класифікації Карла Ліннея. Не зважаючи на те, що він кинув школу, Томітаро Макіно досяг звання доктора наук. За значний внесок у науку Японії його називають «Батьком японської ботаніки» та «Ліннеєм Японії». У день народження Томітаро Макіно відзначають День ботаніка в Японії.

## Біографія
Народився в Сакава (Коті) в родині виробників саке. Батько помер, коли Томітаро Макіно був ще дитиною, тому його виховувала бабуся. Він кинув школу проте продовжував цікавитися англійською мовою, географією та ботанікою. У 1880 викладає в початковій школі і паралельно займається дослідженнями рослин. У 1884 переїхав у Токіо, де працював в університеті. Одружився 1890 року, мав 13 дітей. 1948 був запрошений у королівський палац прочитати лекцію з ботаніки імператору Сьова. Гербарій Томарато Макіно з 400 000 видів після смерті науковця перейшов у власність Токійського столичного університету

## Роботи
- 1887 Заснував ботанічний журнал.
- 1936 Публікує 6-ти томне видання «Ботанічна книга Макіно», у якій описав 6000 видів, 1000 з яких була описана вперше.
- 1940 Публікує «Ілюстровану флору Японії», яку ще досі використовують як довідник японських рослин.